# Robert Kardashian
Robert George Kardashian, född 22 februari 1944 i Los Angeles i Kalifornien, död 30 september 2003 i Los Angeles (i matstrupscancer), var en amerikansk advokat och affärsman.

## O.J. Simpson och dennes rättegång
Han ingick i advokatkonstellationen som företrädde O.J. Simpson i en av modern tids mest uppmärksammade mordrättegångar rörande morden på Simpsons före detta fru Nicole Brown Simpson och hennes vän Ron Goldman, som knivmördades den 12 juni 1994 i Brentwood i Kalifornien. Amerikansk media namngav advokatkonstellationen med namnet Dream Team på grund av att alla var stjärnadvokater och nationellt uppmärksammade. De försvarade Simpson framgångsrikt och han blev friad den 3 oktober 1995 när domare Lance Ito läste upp juryns beslut.

## Giftermål
Kardashian var gift flera gånger. Mellan 1978 och 1990 var han gift med Kris Jenner. Tillsammans fick de barnen Kourtney, Kim, Khloé och Rob (systrarna är kända från dokusåpan Familjen Kardashian). Efter skilsmässan friade Kardashian till Denice Shakarian Halicki. De var förlovade och bodde ihop i sju år. 1998 gifte han sig med Jan Ashley. Äktenskapet höll inte så länge. 2003, två månader före sin död, gifte han sig med sin sista fru Ellen.